# Ile (distrito)

localização do distrito de Ile em Moçambique

Ile é um distrito da província da Zambézia, em Moçambique, com sede na povoação de Ile. Tem limite, a norte e nordeste com o distrito de Alto Molócue, a noroeste com o distrito de Gurué, a oeste com os distritos de Namarroi e Lugela, a sul com os distritos de Mocuba e Mulevala e a leste com o distrito de Gilé. 

## Demografia

Monte Ile, Zambézia

Em 2007, o Censo indicou uma população de 289 891 residentes. Com uma área de 5589  km², a densidade populacional rondava os 51,87 habitantes por km².
De acordo com o Censo de 1997, o distrito tinha 224 167 habitantes, daqui resultando uma densidade populacional de 40,1 habitantes por km².

## Divisão administrativa
Até 1975 o distrito constituía uma circunscrição administrativa.
O distrito está dividido em dois postos administrativos (Ile e Socone), compostos pelas seguintes localidades:

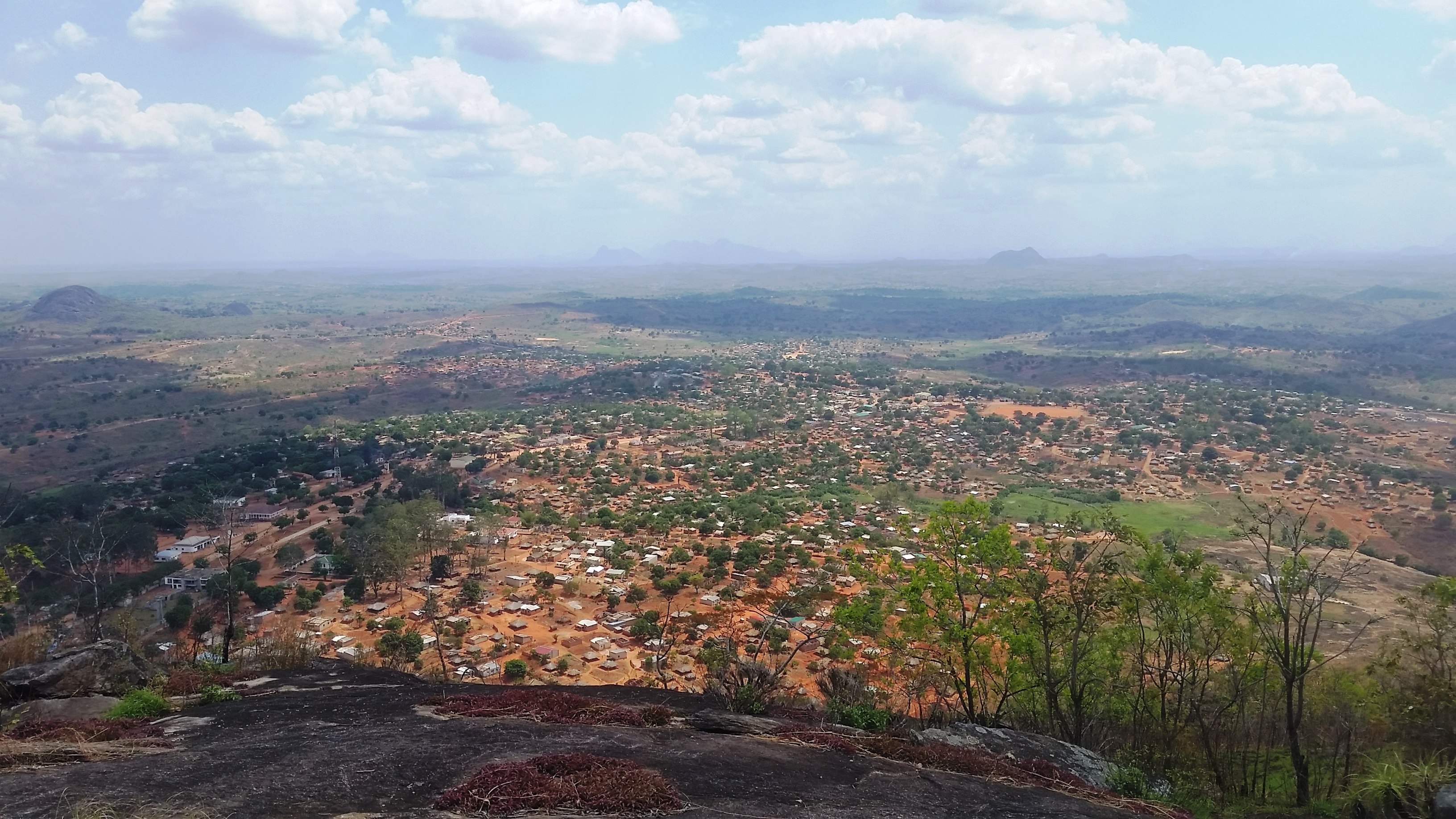
Ile-Sede, Zambezia

- Posto Administrativo de Ile:
  - Ile
  - Calaia
  - Mungulama/Hatxue
  - Namanda
  - Nampevo
  - Ile-Sede, ZambeziaNipiode
  - Palane/Vieriva
- Posto Administrativo de Socone:
  - Curruane (Macopola)
  - Socone